# Bobby Smith
Robert Alfred Smith (más conocido como Bobby Smith), (Lingdale, Reino Unido, 22 de febrero de 1933 - Enfield, Reino Unido, 18 de septiembre de 2010), fue un futbolista inglés.

## Vida deportiva
Jugó como delantero centro en el Chelsea F.C. desde 1950 a 1955, en el Tottenham Hotspur entre 1955 y 1964 y con el Brighton & Hove Albion en la temporada 1964-1965.
Durante su carrera deportiva marcó 218 goles en 376 partidos ligueros.
Con la selección inglesa marcó 13 tantos, incluyendo 2 en la histórica victoria 9-3 contra Escocia en Wembley en 1961.